# St. John's Fog Devils
St. John's Fog Devils byl kanadský juniorský klub ledního hokeje, který sídlil v St. John's v provincii Newfoundland a Labrador. V letech 2005–2008 působil v juniorské soutěži Quebec Major Junior Hockey League. Zanikl v roce 2008 přestěhováním do Montréalu, kde byl vytvořen tým Montreal Junior Hockey Club. Své domácí zápasy odehrával v hale Mile One Centre s kapacitou 6 287 diváků. Klubové barvy byly černá, červená, bílá a stříbrná.
Nejznámější hráči, kteří prošli týmem, byli např.: Luke Adam, T. J. Brennan, Timo Pielmeier nebo Jake Allen.

## Přehled ligové účasti
Zdroj: 
- 2005–2008: Quebec Major Junior Hockey League (Východní divize)